# Gerrit van Bakel
Gerrit van Bakel (Ysselsteyn, 17 oktober 1943 - Deurne, 18 november 1984) was een Nederlandse beeldhouwer, ontwerper en tekenaar.

## Leven en werk
Van Bakel verwierf een internationale reputatie met zijn deelname in 1981 en 1984 aan tentoonstellingen in het Van Abbemuseum in Eindhoven en door zijn uitnodiging voor documenta 7 van 1982 in de Duitse stad Kassel.
De kunstenaar bezocht vanaf 1963 de kunstacademie van 's-Hertogenbosch. De academie was voor hem een deceptie. Van Bakel ervoer naar eigen zeggen een 'gevoel van absurditeit [..], om te moeten schilderen in een traditie die ooit ergens in Italië is begonnen'. In 1965 verliet hij teleurgesteld de academie. Hij woonde en werkte in het Noord-Brabantse Deurne. In de Deurnese nieuwbouwwijk 'De Vennen' werd omstreeks 2000 een straat naar hem genoemd. In 2007 werd hem postuum de Witteveen+Bos-prijs voor Kunst+Techniek toegekend.

## Oeuvre
Het oeuvre van Gerrit van Bakel is in te delen in drie periodes: een vroege periode met schilderijen en werken op papier, de "multiplex-periode" met meubels, kinderspeelgoed en objecten in multiplex en de "machine-periode" met kinetische, machineachtige objecten gemaakt van staal en werkend op natuurkrachten zoals zonlicht, koude, regen en wind.
In zijn machineachtige "beelden" of "dingen", zoals Gerrit van Bakel zijn werken zelf noemt, komen techniek en poëzie op een originele manier samen. Daardoor is hij in zijn uitgangspunt en thematiek te vergelijken met Panamarenko en Joseph Beuys.
Via een grote verbeeldingskracht, want "…uiteindelijk vormt alleen het voorstellingsvermogen de wereld", probeert hij de toeschouwer aan de natuurgeschiedenis te herinneren. Via de verbondenheid met de natuur van zijn eigen streek, De Peel, maakt hij de poëzie, probeert hij de kracht en de duurzaamheid van de natuur voelbaar en zichtbaar te maken. Volgens Gerrit van Bakel bepaalt het voorwerp het geestelijke en materiële beeld van de tijd waarin hij leeft en daarom noemt hij zijn denken het "voorwerpelijke denken". Hij wil ook de wereld "herontwerpen". "Ik denk dat de oplossingen voor de wereldproblemen niet in de politiek, in de ideologie of in de godsdienst liggen. Integendeel. Ik denk bij de punaise, de spijker, de computer, de straaljager, de wegenbouwmachine, de drainagebuis", aldus Van Bakel.
De energie die zijn machines aandrijft is het verschil in temperatuur tussen dag en nacht, licht en donker en als gevolg daarvan de uitzetting en inkrimping van materiaal onder invloed van warmte en vocht.
Zijn "beelden" zien er technisch uit, en vaak bewegen ze, eerder in millimeters dan in centimeters, als gevolg van het verschil in uitzettingscoëfficiënt. De titels, zoals "Dag- en Nachtmachine" of "Wereldwagentjes" zijn dikwijls de sleutel tot het werk. Gerrit van Bakel zoekt naar het verband tussen de natuur en de oorsprong van ideeën, zoals die ontstonden bij wetenschappers en onderzoekers in het verleden. In die zin proberen zijn "beelden" bewustzijn te produceren. Een van de karakteristieken van zijn werk is dat het ook mensen probeert aan te spreken die niet zijn ingewijd in de wereld van de hedendaagse kunst.